# Ixtlahuaca, Guerrero
Ixtlahuaca är en ort i Mexiko.   Den ligger i kommunen General Heliodoro Castillo och delstaten Guerrero, i den södra delen av landet, 200 km söder om huvudstaden Mexico City. Ixtlahuaca ligger 1 595 meter över havet och antalet invånare är 138.
Terrängen runt Ixtlahuaca är bergig åt sydost, men åt nordväst är den kuperad. Runt Ixtlahuaca är det ganska glesbefolkat, med 21 invånare per kvadratkilometer. Närmaste större samhälle är Tlacotepec, 1,6 km nordost om Ixtlahuaca. I omgivningarna runt Ixtlahuaca växer huvudsakligen savannskog.